# Audycja podzwrotnikowa
Audycja podzwrotnikowa – audycja muzyczna Wojciecha Cejrowskiego nadawana w latach 2007−2010 i 2017−2022 przez Trzeci Program Polskiego Radia, w 2011 przez Pierwszy Program Polskiego Radia, a 2023−2024 przez Radio Wnet.
Program nadawany był od stycznia 2007 do końca 2010 roku przez Program III Polskiego Radia („Trójkę”) w soboty między godziną 10:00 a 11:00. W 2011 „Audycja Podzwrotnikowa” została reaktywowana na antenie Programie I Polskiego Radia, gdzie była nadawana w soboty o godzinie 13:00. W 2017 wróciła do „Trójki”, nadawana była w soboty od godziny 10:00 do 11:00. Program III Polskiego Radia zaprzestał emitować audycję w 2022, po rozpoczęciu rosyjskiej inwazji na Ukrainę. W czerwcu 2023 Wojciech Cejrowski zadebiutował z audycją na antenie Radia Wnet w niezmienionej formule. Była ona nadawana w soboty od godziny 11:00 do 12:00. Od lutego 2024 audycja nie jest już nadawana w Radiu Wnet.
Cejrowski w swojej audycji opowiada przede wszystkim historie i anegdoty ze swoich podróży, ilustrując je muzyką latynoamerykańską, omawiając przy tym znaczenie nazw wykonujących ją zespołów i analizując teksty ich piosenek.